# كأس أوكرانيا 1993–94
كأس أوكرانيا 1993–94 (بالأوكرانية: Кубок України з футболу 1993—1994)‏ هو الموسم 3 من كأس أوكرانيا. أقيم خلال الفترة 1 أغسطس 1993 وحتى 29 مايو 1994، وأشرف على تنظيمه اتحاد أوكرانيا لكرة القدم، وكان عدد الأندية المشاركة فيه 80، وفاز فيه تشورنومورتس أوديسا.